# EAR-Klasse 58
Die Lokomotiven der Klasse 58 der East African Railways (EAR) waren Dampflokomotiven der Bauart Garratt. 

## Geschichte
Die Klasse 58 war eine nur wenig veränderte Weiterentwicklung der bewährten Klasse EC3 der Kenya and Uganda Railways. Bestellt wurden die Lokomotiven noch unter der Leitung der KUR, aber noch vor der Lieferung der ersten Exemplare ging die KUR 1948 zusammen mit den Tanganjika Railways in der EAR auf. Zunächst sollten die Maschinen die KUR-Betriebsnummern 89–106 erhalten, doch nach der Einführung des neuen Nummernschemas erhielten sie schon vor der Lieferung der letzten Exemplars die Klassenbezeichnung 58 und die Nummern 5801 bis 5818, während die älteren EC3 die Klasse 57 eingeordnet wurden.
Technisch unterschied sich die Klasse 58 vor allem durch einen vergrößerten Zylinderdurchmesser von der EC3; bei praktisch identischem Gesamtgewicht war auch die Kuppelachslast und die Heizfläche etwas höher. Anders als die EC3 wurde die Klasse 58 von Anfang an für ein größeres Lichtraumprofil gebaut, weswegen sie ein höheres Führerhaus haben als die EC3. Ein weiteres Unterscheidungsmerkmal ist der stärker abgerundete Dampfdom.
1959 und 1960 wurden alle Maschinen der Klasse 58 auf Giesl-Ejektoren umgerüstet, was äußerlich an einem langen, schmalen Schornstein erkennbar war. Der Leistungsgewinn bei gleichzeitigen Wasser- und Brennstoffeinsparungen war so deutlich, dass in den Fahrplänen ein Unterschied zwischen umgebauten und nicht umgebauten Lokomotiven gemacht wurde. Die guten Ergebnisse führten dazu, dass die EAR in den folgenden Jahren auch die Garratt-Lokomotiven der Klassen 57, 59 und 60 sowie einige konventionelle Lokomotiven entsprechend umbaute.
Die Lokomotiven der Klasse 58 blieben während ihrer gesamten Einsatzzeit auf der ehemaligen KUR-Hauptstrecke zwischen Nairobi und Kampala. Nach der Ausmusterung der Klasse 57 wurden die zwischen beiden Klassen austauschbaren Kessel und Zylinder für die Erhaltung der Klasse 58 verwendet. Die Ausmusterung erfolgte etwa Mitte der 1970er Jahre; kein Exemplar ist erhalten geblieben.